# بيتر ستيوارت (ملحن)
بيتر ستيوارت (بالإنجليزية: Peter Stuart)‏ هو مغني وملحن ومغن مؤلف أمريكي، ولد في القرن العشرين.

## وصلات خارجية
- الموقع الرسمي